# Eldena kloster
Ska ej förväxlas med det nunnekloster som ligger i samma förbundsland och tillhör samma klosterorden, men ligger söderut i inlandskommunen Eldena.

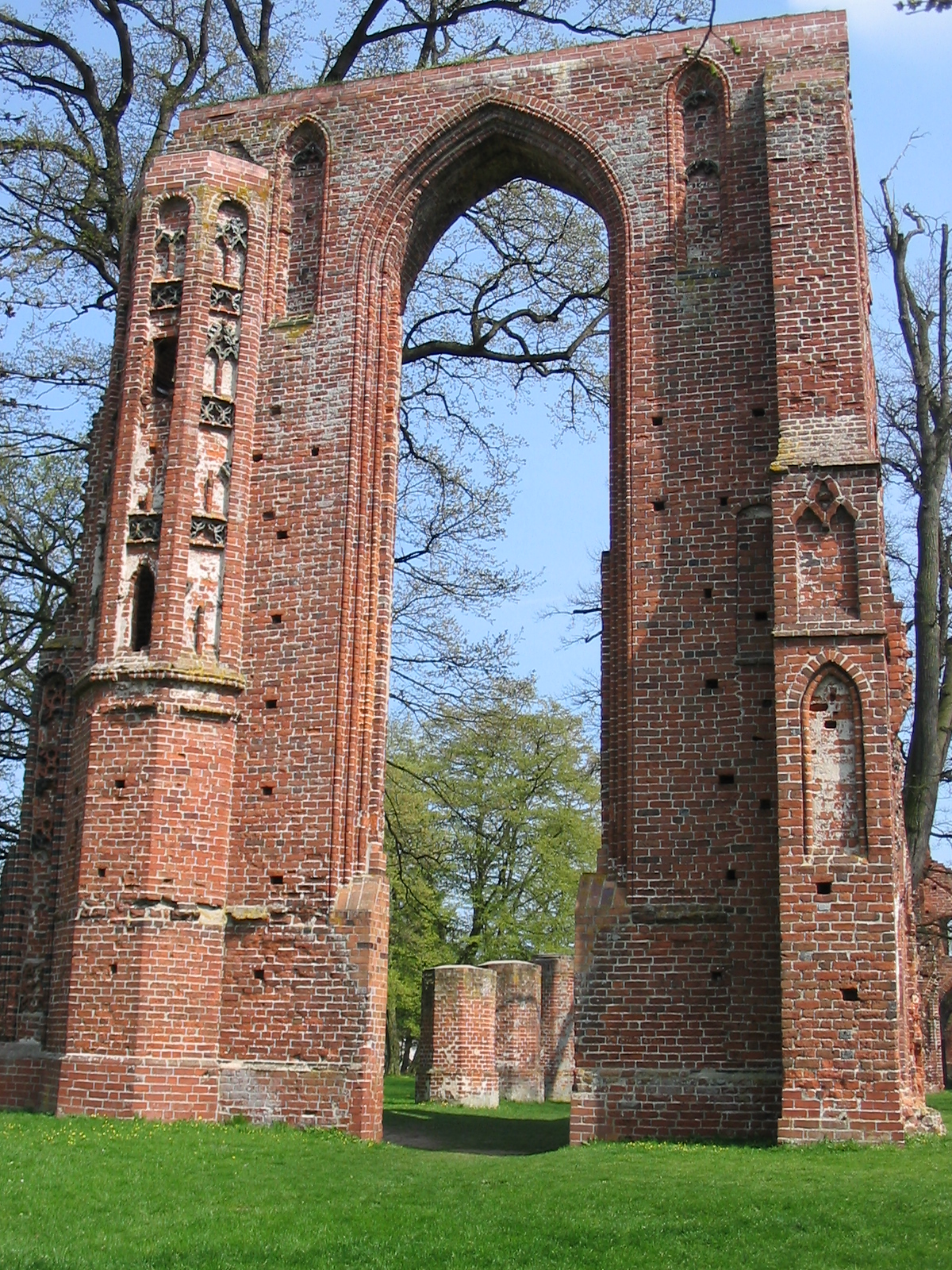

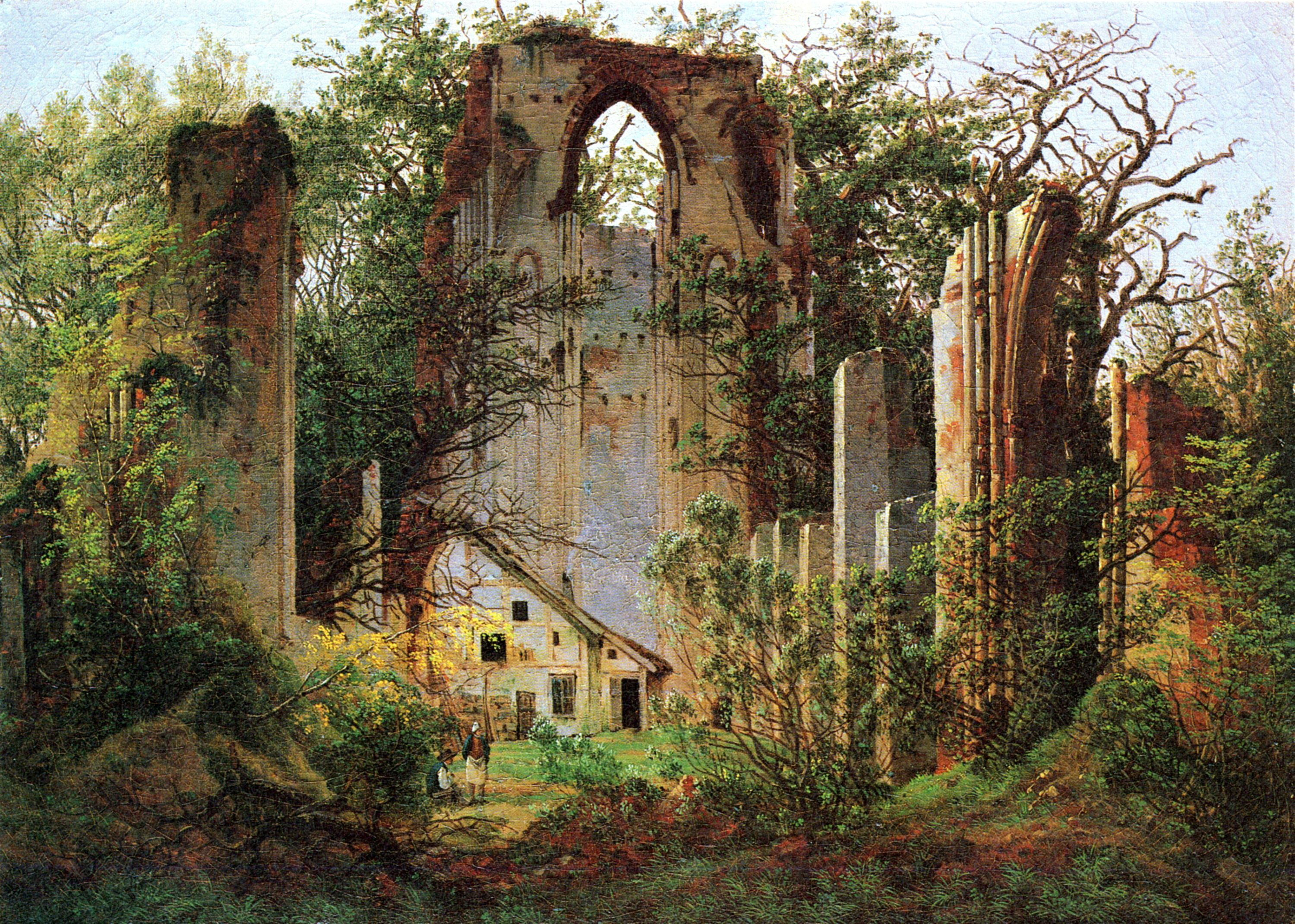
Caspar David Friedrichs Klosterruine Eldena från 1825. Alte Nationalgalerie i Berlin.

Eldena kloster (tyska: Kloster Eldena), ursprungligen Hilda kloster (tyska: Kloster Hilda), var ett kloster i Mecklenburg-Vorpommern i Tyskland. Idag återstår endast ruiner, belägna i stadsdelen Eldena i östra Greifswald. 
Klostret var en del av Cisterciensorden från dess inrättande 1199 och fram till reformationen 1535. Byggnaden skadades svårt under trettioåriga kriget (1618–1648) och förföll under den följande svenska perioden (1648–1815). Ruinerna är kända från flera av den tyske romantiske konstnärens Caspar David Friedrichs målningar, till exempel Kloster i ekskogen (1809).